# 北山形站
北山形站（日语：／ Kita-Yamagata eki */?）是位於日本山形县山形市宫町，屬於东日本旅客铁道（JR東日本）奧羽本線的鐵路車站。

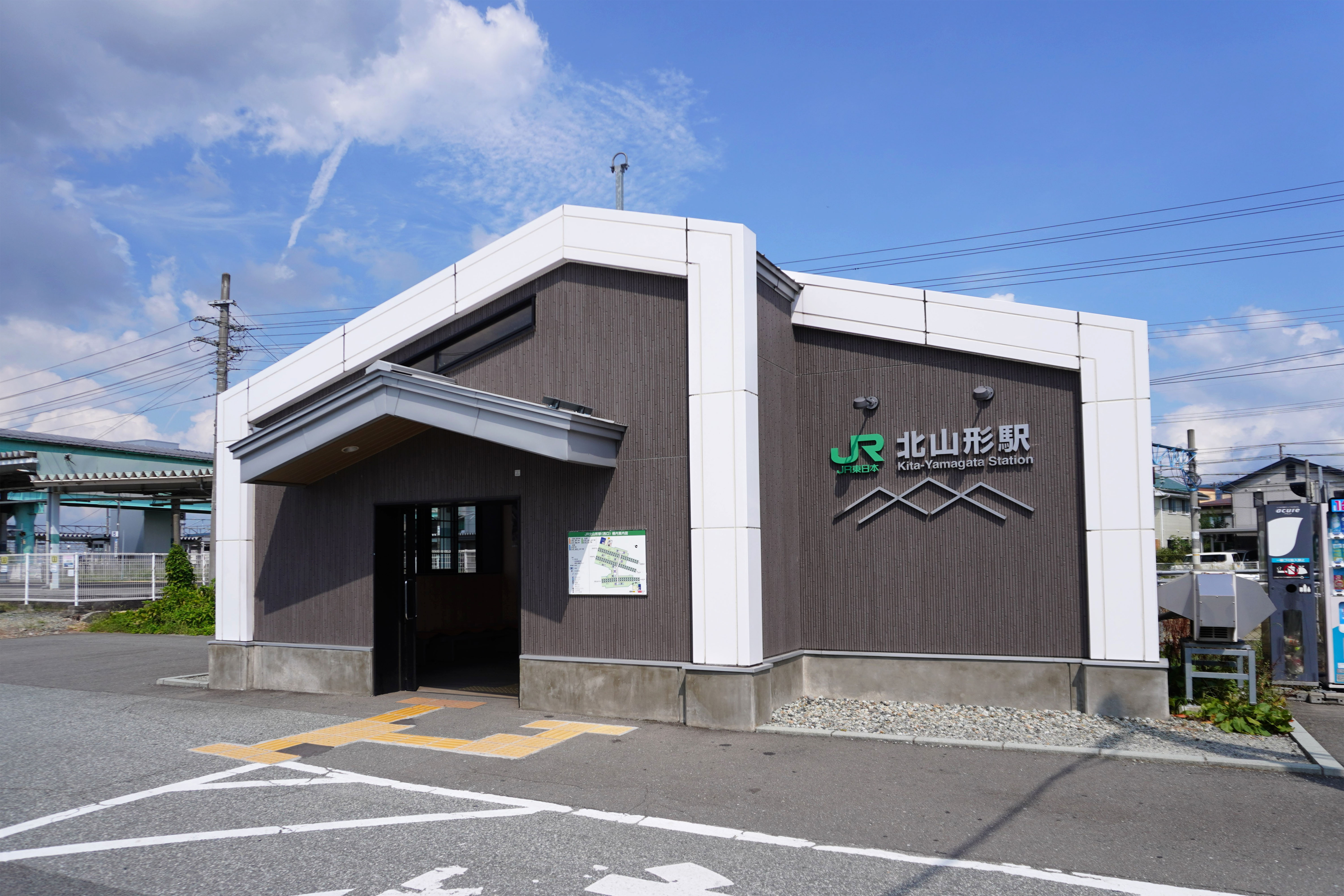
西口(2023年9月)

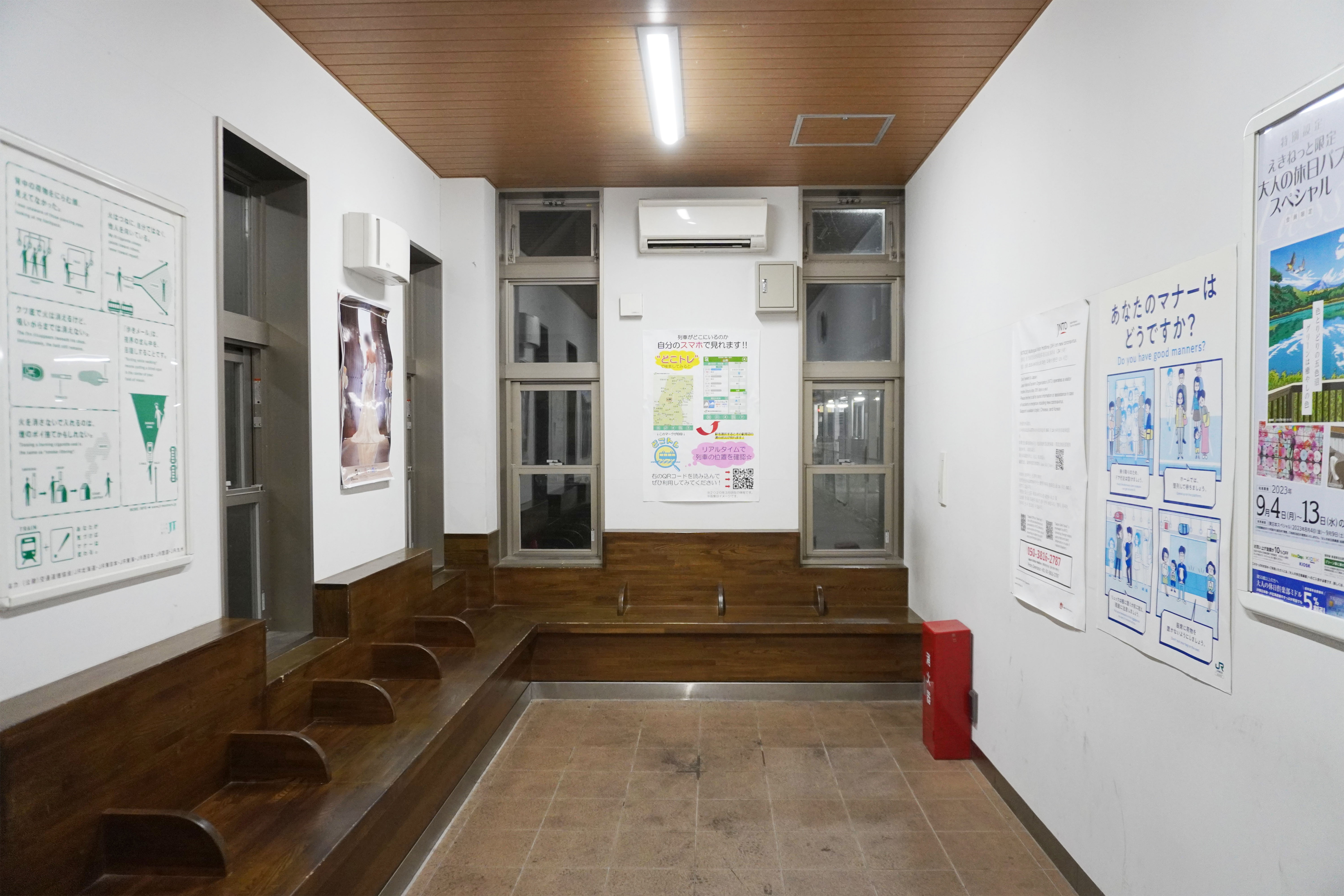
候車室内(2023年9月)

## 历史
- 1921年7月20日 - 作为左泽轻便线车站投入运营。
- 1922年9月22日 - 左泽轻便线改名为左泽線。
- 1927年9月11日 - 奥羽本线接入，在本站停车。

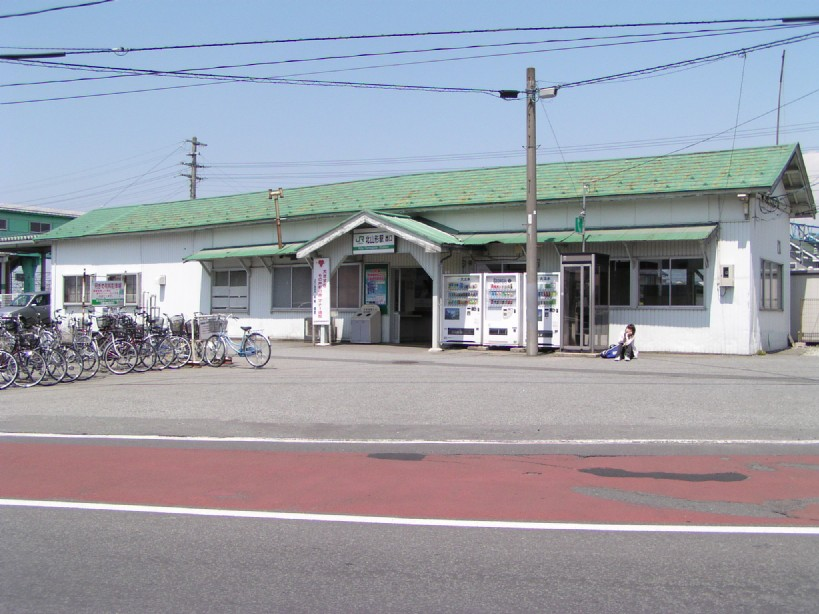
1933年10月17日 - 仙山西线（现在的仙山线羽前千岁 - 山寺区间）开业。
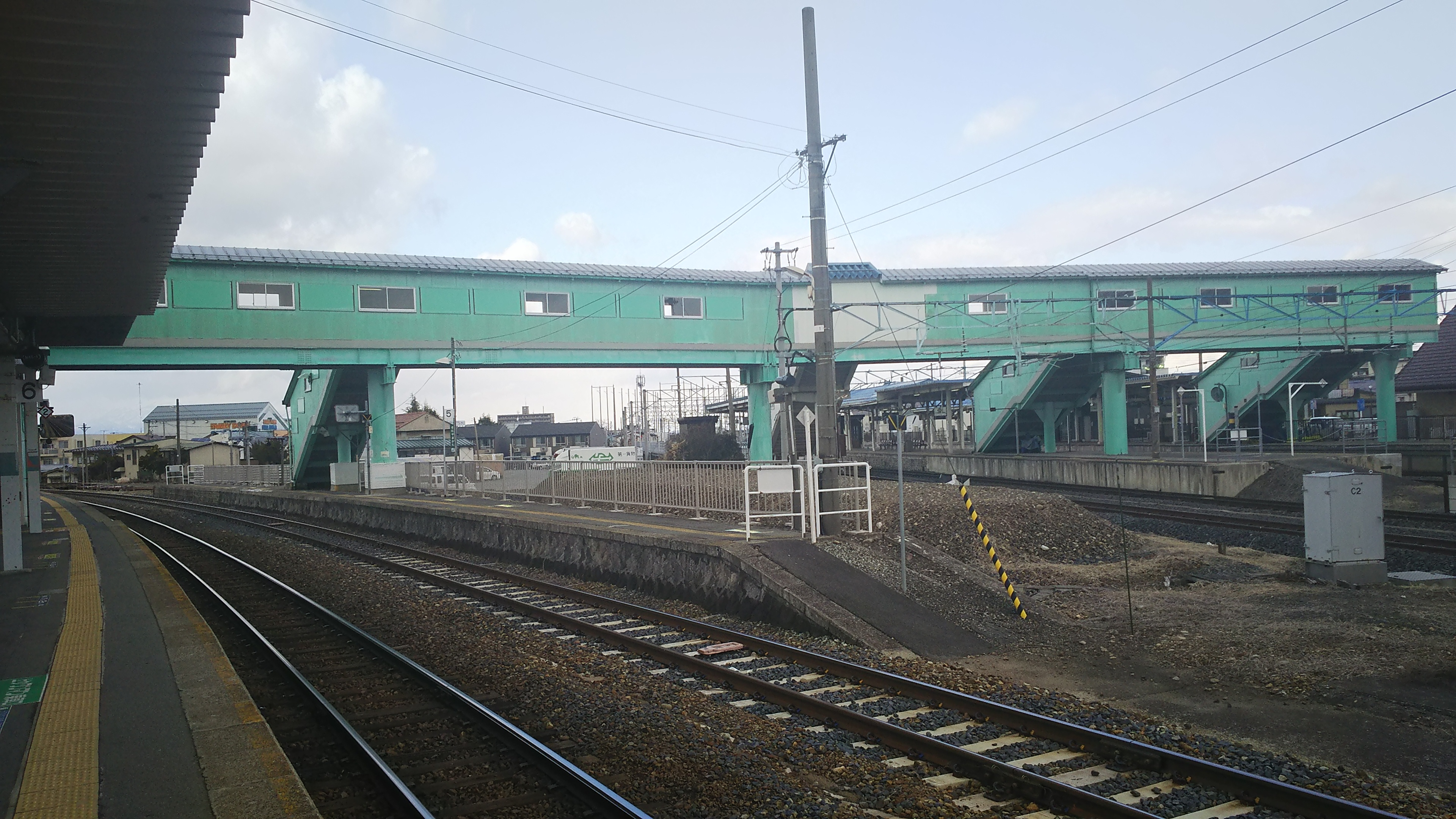
月台全景（6道站台南端）

- 1956年10月19日 - 东口站台改建。站前广场设立撒尿小孩雕像。
- 1987年4月1日 - 国铁分割民营化后成为JR东日本车站。
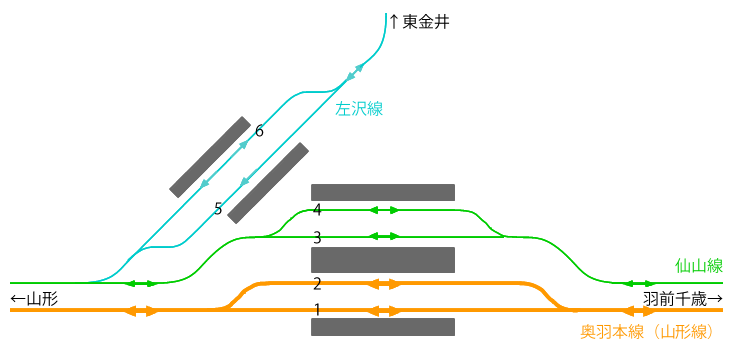
1998年7月2日 - 左泽线起点由山形站移至本站，山形 - 北山形区间同时隶属两条线路成为历史。
- 2013年7月20日 - 夜间本站内信号机械间发生火灾。信号设备被烧毁导致无法控制站内信号。发生火灾的原因是因为临近的羽前千岁的变电所被入侵的蛇短路，导致高压电流进入站内机械间内。受此影响，奥羽本线山形——天童区间停运至21日，山形新干线山形——新庄区间、仙山线作並——山形区间以及左泽线山形——羽前山边区间停运至26日[2][3]。
- 2014年6月10日：新西口站房竣工[4]。
- 2016年11月26日：新东口站房开始使用[5]。

## 車站結構

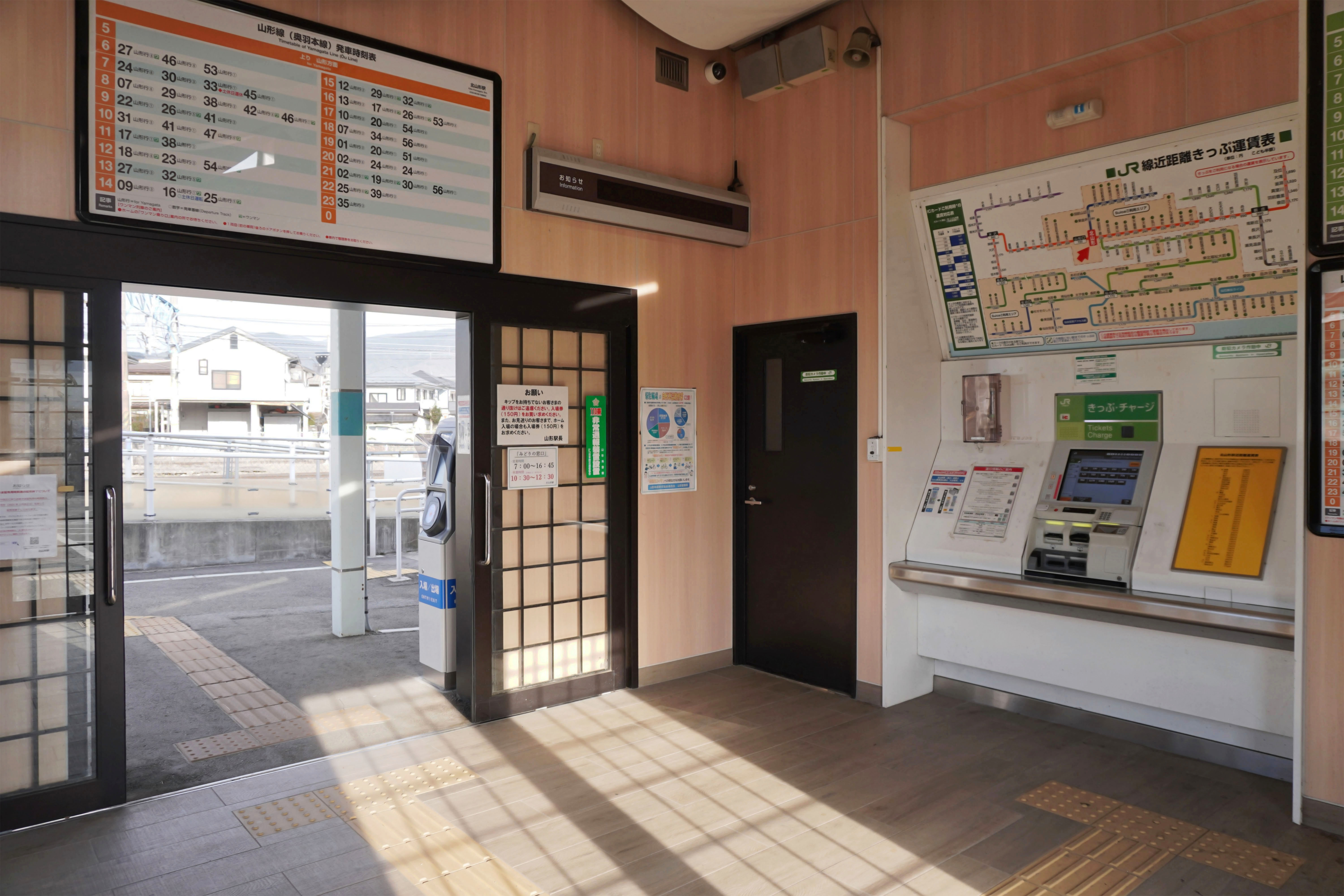
西驗票口(2024年3月)

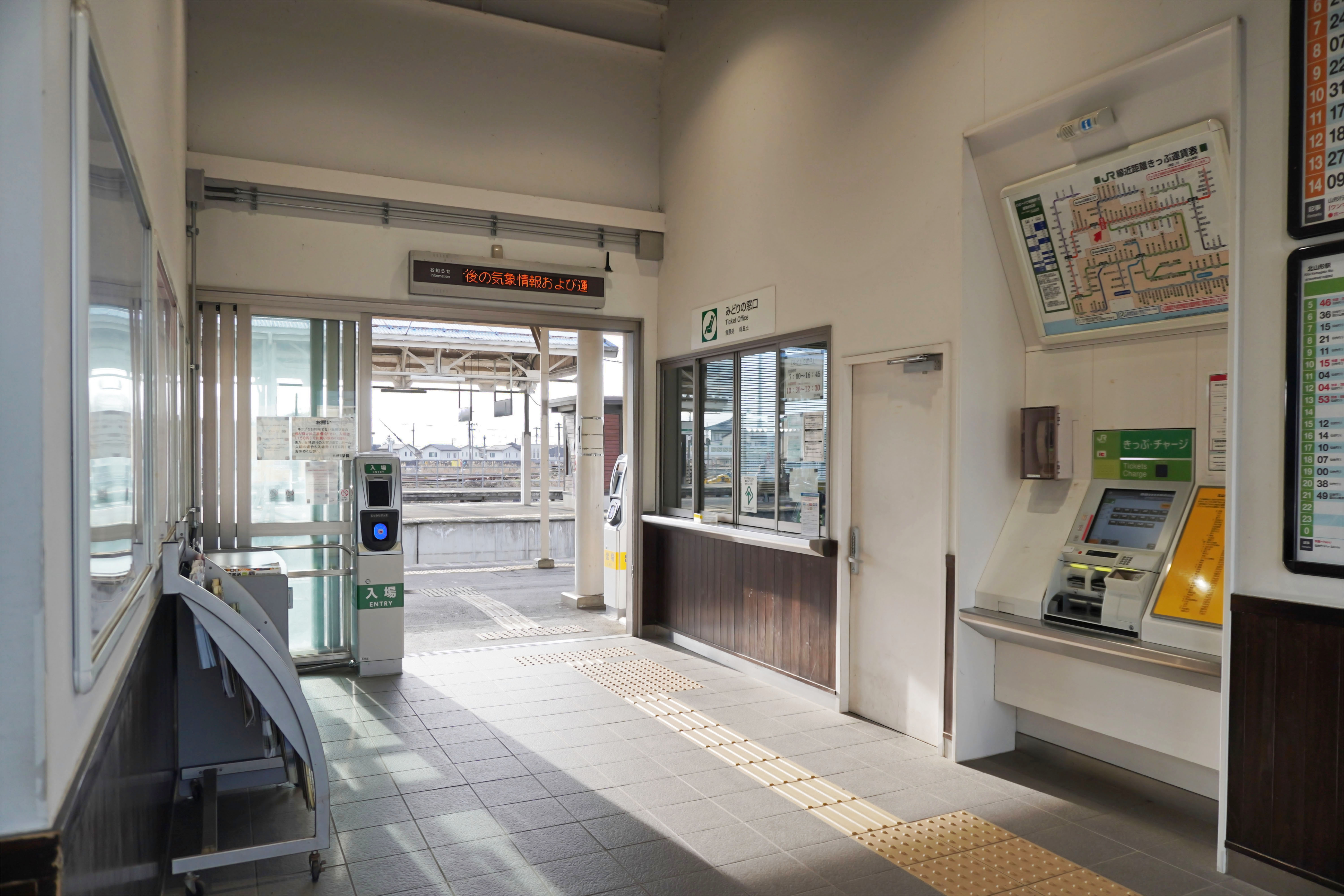
東驗票口(2024年3月)

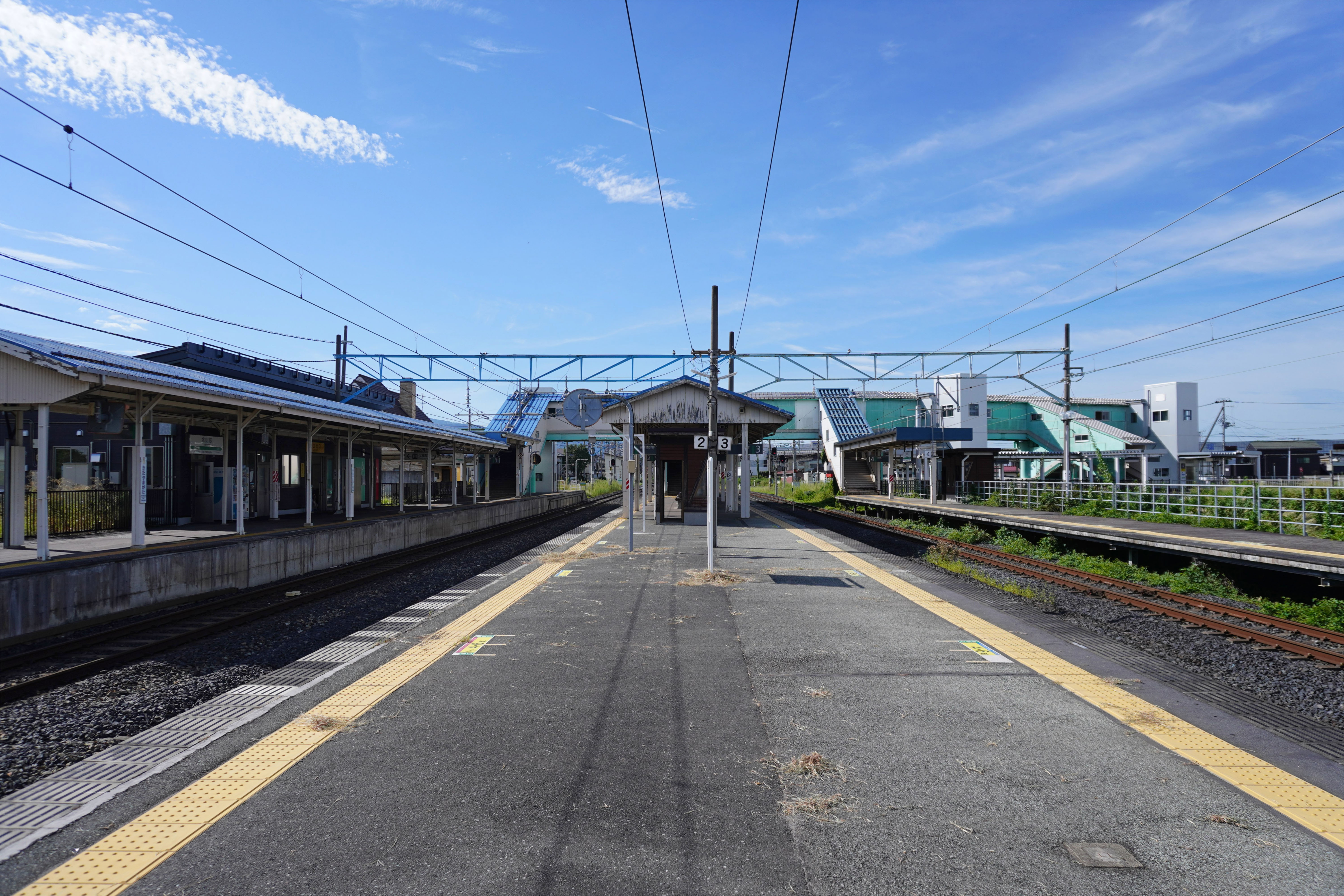
1號至4號月台(2023年9月)

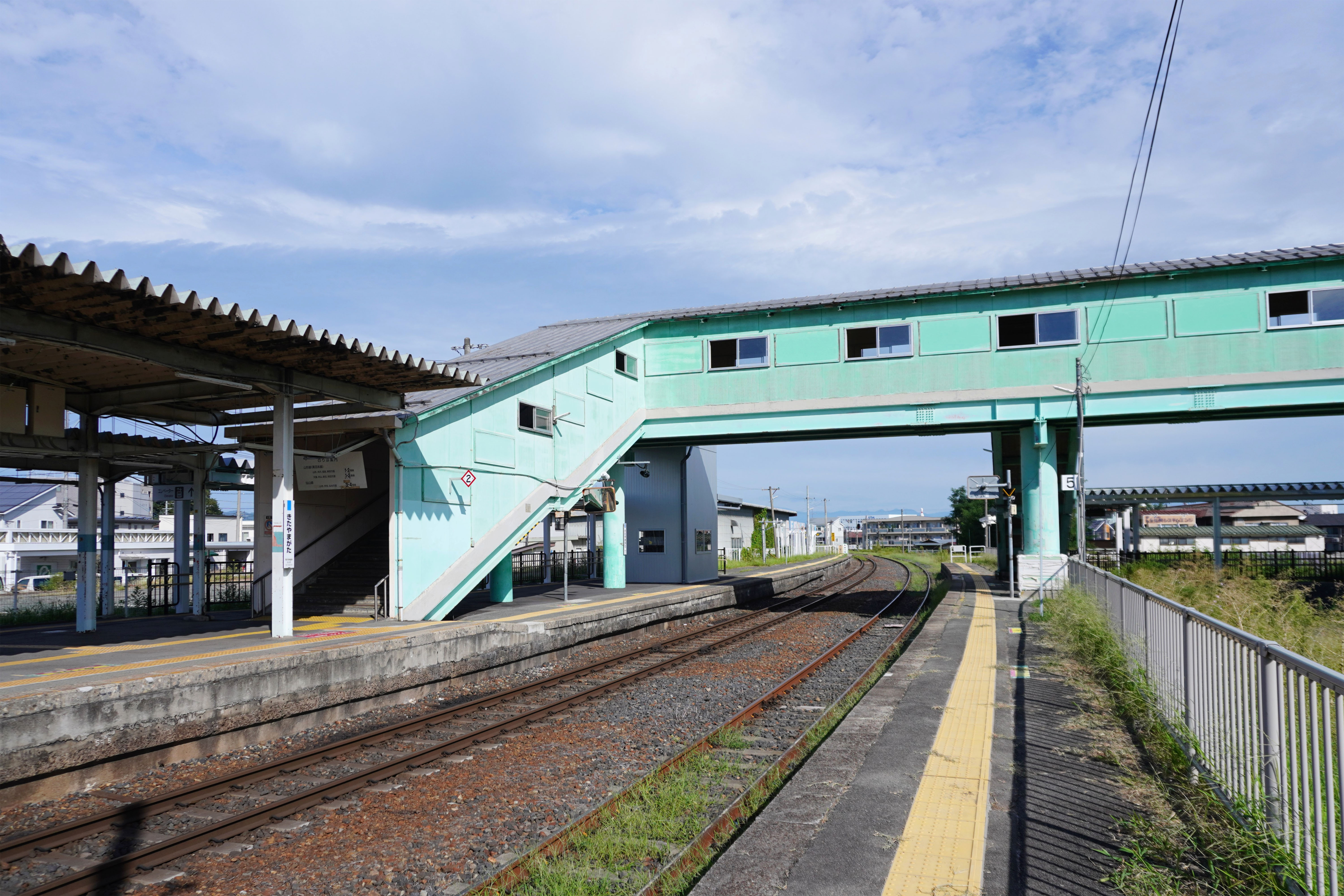
5號與6號月台(2023年9月)

本站為地面車站，也是JR东北综合服务委托的业务委托站。站內設有绿色窗口（营业时间6:45-17:00）。

### 站台配置
| 站台 | 路线    | 方向             | 目的地         | 备注           |
| ---- | ------- | ---------------- | -------------- | -------------- |
| 1、2 | ■山形线 | 上行             | 山形、福岛方向 | 主要使用1站台  |
| 1、2 | ■山形线 | 下行             | 新庄、横手方向 | 主要使用1站台  |
| 3    | ■仙山线 | 下行             | 山形、福岛方向 |                |
| 3    | ■仙山线 | 上行             | 山寺、仙台方向 |                |
| 4    | ■仙山线 | 上行             | 山寺、仙台方向 | 部分列车       |
| 5    | ■左泽线 | 上行             | 山形方向       | 列车会让时使用 |
| 6    | ■左泽线 | 上行             | 山形方向       |                |
| 下行 | ■左泽线 | 寒河江、左泽方向 |                |                |

- 舊車站西口（2005年5月）
- 月台全景（6道站台南端）
- 站配线图

## 利用状況
JR東日本2017年度1日平均乘车人数1,581。
在山形县内客流量位于山形站、米泽站后第3位，为新干线不停车车站中最多的。
| 乘车人数变化 | 乘车人数变化     | 乘车人数变化  |
| 年度         | 1日平均 乘车人数 | 参考          |
| ------------ | ---------------- | ------------- |
| 1994年       | 1,110            | [ 客流量 2 ]  |
| 1995年       | 1,610            | [ 客流量 2 ]  |
| 1996年       | 1,620            | [ 客流量 2 ]  |
| 1997年       | 1,500            | [ 客流量 2 ]  |
| 1998年       | 1,480            | [ 客流量 2 ]  |
| 1999年       | 1,510            | [ 客流量 2 ]  |
| 2000年       | 1,647            | [ 客流量 3 ]  |
| 2001年       | 1,622            | [ 客流量 4 ]  |
| 2002年       | 1,708            | [ 客流量 5 ]  |
| 2003年       | 1,731            | [ 客流量 6 ]  |
| 2004年       | 1,697            | [ 客流量 7 ]  |
| 2005年       | 1,662            | [ 客流量 8 ]  |
| 2006年       | 1,634            | [ 客流量 9 ]  |
| 2007年       | 1,613            | [ 客流量 10 ] |
| 2008年       | 1,620            | [ 客流量 11 ] |
| 2009年       | 1,629            | [ 客流量 12 ] |
| 2010年       | 1,621            | [ 客流量 13 ] |
| 2011年       | 1,547            | [ 客流量 14 ] |
| 2012年       | 1,538            | [ 客流量 15 ] |
| 2013年       | 1,558            | [ 客流量 16 ] |
| 2014年       | 1,493            | [ 客流量 17 ] |
| 2015年       | 1,554            | [ 客流量 18 ] |
| 2016年       | 1,565            | [ 客流量 19 ] |
| 2017年       | 1,581            | [ 客流量 1 ]  |

## 车站周边

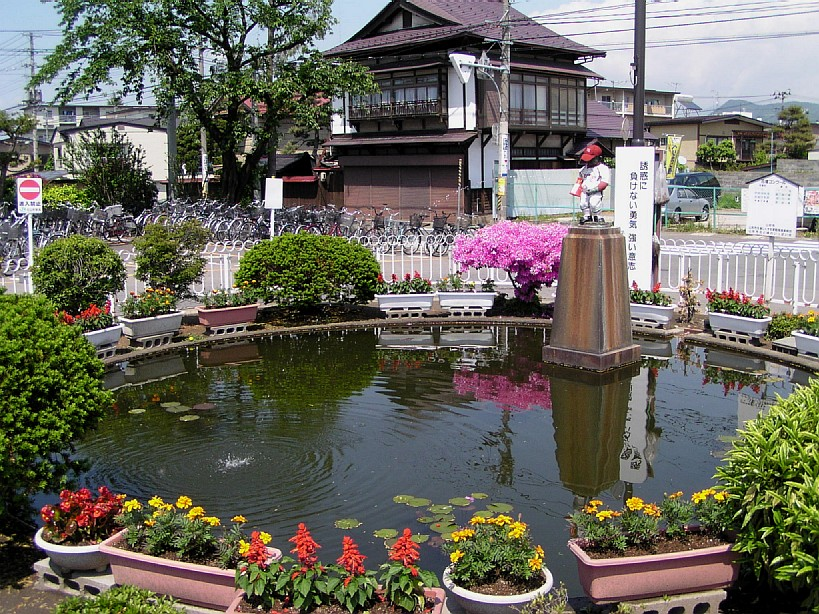
站东口撒尿小童雕像

车站东口前广场建有撒尿小童雕像，其穿着的衣服常年由山形女子专门学校学生更新，2015年学校关闭后，由当地NPO组织继续维护。

## 相邻车站
東日本旅客铁道（JR東日本）
■山形线（奥羽本线）
■普通
山形－北山形－羽前千岁
■仙山线（本站至山形站间为奥羽本线）
□快速、■普通
山形－北山形－羽前千岁
■左澤线（本站至山形站间为奥羽本线）
■普通 
山形－北山形－東金井

### 使用情况
1. 1 2  . 東日本旅客鉄道.   [2019-02-18]. （原始内容存档于2018-07-06）.
2. ↑   (PDF).   [2019-05-30]. （原始内容 (PDF)存档于2014-04-10）.
3. ↑  . 東日本旅客鉄道.   [2019-02-18]. （原始内容存档于2019-03-27）.
4. ↑  . 東日本旅客鉄道.   [2019-02-18]. （原始内容存档于2019-03-27）.
5. ↑  . 東日本旅客鉄道.   [2019-02-18]. （原始内容存档于2019-03-27）.
6. ↑  . 東日本旅客鉄道.   [2019-02-18]. （原始内容存档于2019-03-27）.
7. ↑  . 東日本旅客鉄道.   [2019-02-18]. （原始内容存档于2019-03-27）.
8. ↑  . 東日本旅客鉄道.   [2019-02-18]. （原始内容存档于2019-03-27）.
9. ↑  . 東日本旅客鉄道.   [2019-02-18]. （原始内容存档于2019-03-27）.
10. ↑  . 東日本旅客鉄道.   [2019-02-18]. （原始内容存档于2019-04-02）.
11. ↑  . 東日本旅客鉄道.   [2019-02-18]. （原始内容存档于2019-03-27）.
12. ↑  . 東日本旅客鉄道.   [2019-02-18]. （原始内容存档于2019-03-27）.
13. ↑  . 東日本旅客鉄道.   [2019-02-18]. （原始内容存档于2019-03-27）.
14. ↑  . 東日本旅客鉄道.   [2019-02-18]. （原始内容存档于2019-03-27）.
15. ↑  . 東日本旅客鉄道.   [2019-02-18]. （原始内容存档于2018-10-26）.
16. ↑  . 東日本旅客鉄道.   [2019-02-18]. （原始内容存档于2016-04-04）.
17. ↑  . 東日本旅客鉄道.   [2019-02-18]. （原始内容存档于2019-03-27）.
18. ↑  . 東日本旅客鉄道.   [2019-02-18]. （原始内容存档于2019-03-23）.
19. ↑  . 東日本旅客鉄道.   [2019-02-18]. （原始内容存档于2017-07-29）.